# Avril 1800

## Événements
- D'avril à octobre : élection présidentielle américaine de 1800.

- 2 avril : création du septuor pour cordes et vents op. 20 et de la première symphonie op. 21 de Beethoven  à Vienne. Il termine la même année la série de six quatuors à cordes opus 18.
- 5 avril : 
  - Les Britanniques s’emparent de l’île de Gorée au Sénégal[1].
  - (15 germinal an 8) : combat de Cadibona[2].
- 18 avril : décret interdisant l’introduction de tous les livres étrangers[3].
- 20 avril : début du siège de Gênes, occupée le 5 juin par les Autrichiens après la reddition de Masséna[4].
- 24 avril : fondation de la Bibliothèque du Congrès américain.
- 27 avril, France (7 floréal an VIII) : Jean-Baptiste Grenier, ancien député du tiers état de la sénéchaussée de Riom aux États généraux, est nommé sous-préfet de Brioude.

## Naissances
- 15 avril : James Clark Ross (mort en 1862), officier de la Royal Navy, explorateur polaire et naturaliste britannique.
- 24 avril : Georg Hellmesberger I, violoniste, chef d'orchestre et compositeur autrichien († 16 août 1873).

## Décès
- 25 avril : William Cowper poète britannique.